# Trioza valida
Trioza valida är en insektsart som beskrevs av Yang 1984. Trioza valida ingår i släktet Trioza och familjen spetsbladloppor. Inga underarter finns listade i Catalogue of Life.